# Dětkovice (district de Vyškov)
Pour les articles homonymes, voir Dětkovice.
Dětkovice (en allemand : Dietkowitz) est une commune du district de Vyškov, dans la région de Moravie-du-Sud, en République tchèque. Sa population s'élevait à 266 habitants en 2020.

## Géographie
Dětkovice se trouve à 11 km à l'est de Vyškov, à 41 km à l'est-nord-est de Brno et à 215 km au sud-est de Prague.
La commune est limitée par Koválovice-Osíčany au nord-est, par Pačlavice à l'est et au sud, et par Švábenice à l'ouest et au nord-ouest.

## Histoire
La première mention écrite du village date de 1311